# سیارک ۶۰۷۹
سیارک ۶۰۷۹ (به انگلیسی: 6079 Gerokurat، نامگذاری:1981DG3) شش هزار و هفتاد و نهمین سیارک کشف شده‌است که در ۲۸ فوریه ۱۹۸۱ کشف شد.
قدر مطلق سیارک برابر ۴۰.۷ است.